# Francini Amaral

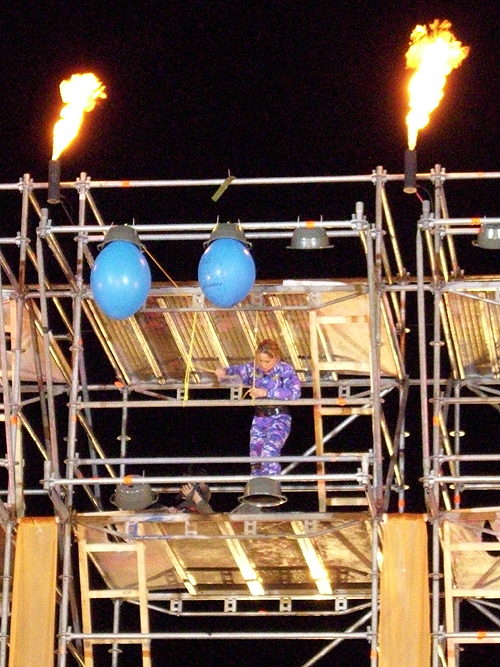
Francini Amaral participando en la prueba «Caída libre», del reality show Pelotón, en la comuna de Maipú.

Francini Contin do Amaral (Curitiba, 16 de agosto de 1983) es una bailarina brasileña nacionalizada chilena, que se dio a conocer principalmente en Chile y México al ser integrante del grupo de baile Axé Bahía.

## Biografía
Amaral fue adoptada a los tres años de edad por María Alice y José Tadeu, Debido a su historia, Francini ha trabajado en Chile junto al Servicio Nacional de Menores y al Ministerio de Justicia en diversas campañas que promueven la adopción.

## Carrera
Desde pequeña mostró aptitudes para la danza, por eso dedicó su infancia a perfeccionarse en el ballet clásico. A los ocho años fue aceptada en la compañía municipal del Teatro Guaira en Brasil. Diez años más tarde, sufrió una lesión en una rodilla que le impidió continuar con la estricta rutina del ballet. Mientras se recuperaba, recibió una oferta del grupo Axé Bahía debido a que tres de sus integrantes originales habían abandonado el proyecto. Amaral y Bruno Lazaretos aceptaron la invitación y probaron suerte en Chile en el año 2001. El éxito comercial del grupo fue avasallador, llegando incluso a grabar álbumes musicales con pegajosas canciones, los que más tarde lograron venderse en diversos países de Latinoamérica. Tras realizar giras promocionales por esta región, Axé Bahía se radicó en México. Allí, Francini decidió estudiar actuación, lo que le permitió participar en dos películas: Animales en peligro y Violencia en las calles. También en México, formó parte del grupo pop Chic-Pack, creado por el productor de televisión y telenovelas, Luis de Llano Macedo, en el 2006.
De regreso en Chile, en el 2007, participó en el programa El Baile en TVN, donde fue la pareja del boxeador Carlos Cruzat. Durante la tercera temporada de este programa, estuvo junto a Juan Pablo Matulic —ganador del reality show Pelotón—. En la cuarta temporada, Amaral fue la bailarina del ex infante de marina e instructor de Pelotón, Reynaldo González. Durante el 2007 y el 2008 fue parte del Clan Rojo, del programa Rojo. También fue panelista del matinal Buenos días a todos y del programa Se habla español, transmitido por la señal internacional de Televisión Nacional de Chile.
A fines de junio de 2009, Francini ingresó a la tercera temporada de Pelotón, del cual fue eliminada el miércoles 28 de octubre. En 2010, se integró a Telecanal ya que conduciría un programa junto a Julio Videla, el cual nunca salió al aire, y durante ese periodo fue panelista suplente en Sólo ellas. Más tarde, se integra al alargue de Fiebre de baile, donde resultó la ganadora, por lo que fue invitada nuevamente a participar en la cuarta temporada al año siguiente. Actualmente Francini es una de las más famosas de la farándula chilena.[cita requerida]